# ラヴゲーム
「ラヴゲーム」（LoveGame）はアメリカ合衆国のポップ歌手のレディー・ガガのデビュー・アルバム『ザ・フェイム』からの楽曲。曲はレッドワンによってプロデュースされた。レッドワンはガガの世界的なヒットシングル『ジャスト・ダンス』『ポーカー・フェイス』にも関わっている。北アメリカとヨーロッパではアルバムからの3枚目、オーストラリア、ニュージーランドとスウェーデンでは4枚目のシングルとして発売された。イギリスでは『パパラッチ』の後の4枚目のシングルである。

The Monster Ballで「ラヴゲーム」を歌うガガ

歌は「覚えやすさがとても有難い曲」と評される。歌詞中にある『ディスコ・スティック』は男性器を指した婉曲表現であり、ナイトクラブでの知らない人との性的接触からインスパイアを受けたとガガは説明している。音楽的にニューヨーク・ディスコでのアンダーグラウンドの雰囲気を持っていて、歌はアルバムの中心のテーマである「愛と名声」「性的関心」について述べている。「ラヴゲーム」はアメリカ、オーストラリア、ニュージーランド、カナダと他ヨーロッパ諸国でチャート入りした。
ミュージック・ビデオはニューヨーク地下、地下メトロ駅を通って、駐車場で踊っているガガが描写される。ビデオはガガのグラマー、ファン、ファッションを含むニューヨークのライフスタイルへのトリビュートである。ビデオが性的な内容を含んでいたためオーストラリアでは保護者同伴が必要な時間帯では放送を拒否された。ガガは「ラヴゲーム」では幾何学的な模様のついた短いスカートを履いて、片方の手にディスコ・スティックを持っている。ガガのライブツアーThe Fame Ball tourでも演奏された。

## スタイルとインスピレーション
「ラヴゲーム」はレディー・ガガとレッドワンによって書かれた。音楽雑誌『ローリング・ストーン』のインタビューでガガは歌の意味とインスピレーションを説明した。特に「Let's have some fun this beat is sick / I wanna take a ride on your disco stick」の部分について詳しい説明を行った。

「それは陰茎の思慮深い比喩の1つである。私はナイトクラブにいた。私は誰かに対する熱をとても上げていた。そして「私は貴方の“ディスコ・スティック”に乗りたい」と私は彼らに言った。その翌日、私はスタジオにいた。そして、およそ4分でこの歌を書き上げた。私がライブをするとき、実際に棒を持っていて（それは巨大な氷砂糖のように見える）、それは明るく光る。」

オーストラリアのトーク番組『Rove』の中で歌詞の内容についてガガは比喩である「ディスコ・スティック」を書いたことを後悔しないと述べた。

## 曲と歌詞
音楽的に「ラヴゲーム」はダンス指向のアップテンポ・ダンスソングである。それは普通拍子でセットされて、毎分104拍子の適度なテンポでキーはBマイナーで組み立てられる。ガガの声の範囲はB3からG5である。リミックスではロッカーのマリリン・マンソンがボーカルとして加わっている。ガガは歌詞が愛と強烈なメッセージを描写するとしている。アルバムの中心的なテーマである「名声」と「性的関心」について述べている。

## ミュージック・ビデオ
「ラヴゲーム」のミュージック・ビデオはジョセフ・カーンが監督を務め、2009年2月31日に初公開された。ビデオは主に地下鉄が描写される。ビデオは同年1月にロサンゼルスで撮影された。ビデオは束縛と性的な行為を含んでいるきわどい内容のためオーストラリアではNetwork Tenの検閲トラブルに直面した。チャンネルは検閲規則に違反しないビデオに編集されたヴァージョンを備えることを要求した。Video Hitsはビデオを放送することを拒否し、G、PG時間枠での放送という評価を下した。彼らは「視覚的、そして歌詞が多数の性的な引用がある」として子供にフレンドリーな編集をすることが出来なかった理由として歌詞に電子音で繰り返される「I wanna take a ride on your disco stick（私は貴方と性交したい、といった意味）」があったためである。MTVアラビアからもオーストラリアと同じ理由をあげられ放送禁止に直面した。MTVでビデオが放送禁止なることが珍しかったためMTVアラビアチャンネルのマルズーキ社長がコメントを発表した。

「我々は若い世代の心理と文化を代表するように、我々はそれと衝突することは出来ない。ならば、彼らが兄弟、姉妹、または友人と何かを気持ちよく見ることができないのなら、我々はそれをしない。」
アメリカのVH1とMTVでは裸のガガのほとんど全ての場面を取り出して、ダンサーの内の1人が持つアルコールのラベルをぼやけさせる編集をしたバージョンを放送、歌詞の変更はない。イギリスではビデオは4ミュージック上で8月13日午後7時に初公開された。
ビデオは「Streamline presents（ストリームライン・プレゼンツ）」という見出しでスタートし、3人の男性がタイムズスクエアを通って動く。彼らのどちらかが「Haus of Gaga（ハウス・オブ・ガガ）」と書かれたマンホールの蓋を開ける。ガガは裸で青と紫のペンキとグリッターが塗られており、髪に「Love」と「Fame」と焼き付けられた男性2人とはしゃいでいる。場面は地下鉄に変わり、ガガがグレーホワイトのレオタードを着て歌い始める。彼女はトレードマークの「ディスコ・スティック」を運んで、チェーンの付いた眼鏡をかける。ガガがダンサーと一緒に階段の下で踊り始めたところでコーラスが始まる。彼女のトレードマークの犬（斑模様の2匹のグレートデーン）は階段の頂上にいる。第2の韻文で黒いジャケットを身に着けたガガとダンサーとの列に場面が変わる。次にグループは駐車場に移る。それから、再びガガと2人の男との絡みが挿入されて、ガガと検査官が一緒にチケットブースに入るシーンが映し出される。次の場面では検査官とガガがキスをしたり愛撫をしあう。カメラが右から左にスパンして、検査官は各々のフレームで男性から女性に変わる。ガガは黄色い腕時計をしているが、それは『エイ、エイ (ナッシング・エルス・アイ・キャン・セイ)』のビデオの中でしていた腕時計と同じものである。最終的な場面ではガガと多くのダンサーが踊る。彼らがカメラを手振りで示してガガと彼女のダンサーが彼らの鼠径部をもって、ビデオは終わる。

## 収録曲
オーストラリア iTunes・シングル
1. ラヴゲーム(アルバム・バージョン) - 3:33
2. ラヴゲーム(ロボット・トゥ・マーズ・リミックス)- 3:13

カナダ iTunes・リミックスシングル
1. ラヴゲーム(スペース・カウボーイ・リミックス) - 3:19
2. ラヴゲーム(ロボット・トゥ・マーズ・リミックス) - 3:13

アメリカ iTunes・リミックスシングル
1. ラヴゲーム(ロボット・トゥ・マーズ・リミックス) - 3:13

iTunes・シングル
1. ラヴゲーム(Chew Fu Ghettohouse Fix Mix) (featuring マリリン・マンソン) - 5:20

## チャートとセールス
| チャート (2009年)                   | 最高 順位 |
| ----------------------------------- | --------- |
| Australian Singles Chart            | 4         |
| Austrian Singles Chart              | 6         |
| Belgian Singles Chart (Flanders)    | 6         |
| Belgian Singles Chart (Wallonia)    | 5         |
| Canadian Hot 100                    | 2         |
| Czech Airplay Chart                 | 10        |
| Dutch Top 40                        | 5         |
| European Hot 100 Singles            | 13        |
| Finnish Singles Chart               | 12        |
| French Singles Chart                | 5         |
| German Singles Chart                | 7         |
| Hungarian Singles Chart             | 8         |
| Irish Singles Chart                 | 30        |
| Japan Hot 100                       | 56        |
| New Zealand Singles Chart           | 12        |
| Swedish Singles Chart               | 12        |
| Swiss Singles Chart                 | 15        |
| UK Singles Chart                    | 19        |
| U.S. Billboard Hot 100              | 5         |
| U.S. Billboard Hot Dance Club Songs | 1         |

| 国             | プロバイダー | ゴールドディスク認定等 | セールス   |
| -------------- | ------------ | ---------------------- | ---------- |
| オーストラリア | ARIA         | プラチナ               | 70,000+    |
| カナダ         | CRIA         | 2x プラチナ            | 80,000+    |
| アメリカ       | RIAA         |                        | 1,700,000+ |

| 先代 オセアーナ『ボディ・ロック』 | アメリカ ビルボード ホット・ダンス・クラブ・ソング 2009年7月25日 | 次代 ペット・ショップ・ボーイズ『ラヴ・エトセトラ』 |

## リリース日一覧
| 地域           | リリース日    | 規格             |
| -------------- | ------------- | ---------------- |
| カナダ         | 2009年3月24日 | ダウンロード販売 |
| オーストラリア | 2009年5月1日  | CDシングル       |
| アメリカ合衆国 | 2009年3月31日 | ダウンロード販売 |
| アメリカ合衆国 | 2009年5月12日 | Airplay          |
| ドイツ         | 2009年7月26日 | CDシングル       |
| イギリス       | 2009年8月21日 | CDシングル       |